# 新疆紫罗兰
新疆紫罗兰（学名：Matthiola stoddartii）为十字花科紫罗兰属下的一个种。

## 扩展阅读
- 維基物種上的相關：新疆紫罗兰